# Saint-Gilles-Croix-de-Vie
Saint-Gilles-Croix-de-Vie là một xã ở Côte de Lumière, tỉnh Vendée trong vùng Pays de la Loire, Pháp. Xã này có diện tích 10,25 kilômét vuông, dân số năm 2006 là 7281 người. Xã này nằm ở khu vực có độ cao trung bình mét trên mực nước biển.
Danh xưng dân địa phương trong tiếng Pháp là Gillocruciens / Gillocruciennes.

## Biến động dân số
| Năm | 1962  | 1968  | 1975  | 1982  | 1990  | 1999  | 2006  |
| --- | ----- | ----- | ----- | ----- | ----- | ----- | ----- |
| Dân số | 5 713 | 6 178 | 6 725 | 6 159 | 6 296 | 6 797 | 7 281 |
| From the year 1962 on: No double counting—residents of multiple communes (e.g. students and military personnel) are counted only once. |       |       |       |       |       |       |       |